# Lista miliardarilor
Lista miliardarilor este o listă întocmită anual de revista Forbes cu cei mai bogați oameni din lume. Lista anului 2008 cuprindea 1.125 persoane. Lista miliardarilor (2017) cuprinde 2043 de persoane.